# Földes Imre (grafikus)
Földes Imre (eredetileg: Feld Imre, ismert Földes Feld Imre néven is; Budapest, 1881. május 31. – Budapest, 1948) magyar grafikus, plakátművész, illusztrátor.

## Élete

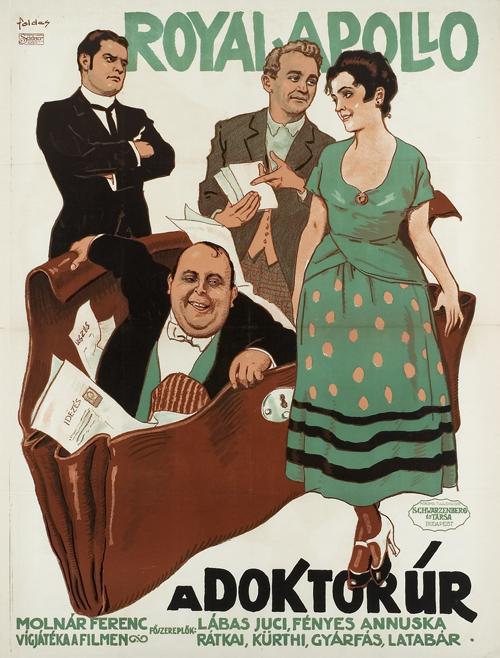
Royal Apollo filmplakát 1916-ból

Feld Adolf pécsváradi születésű kereskedő és a galaci születésű Rosenzweig Zsófia fiaként jött a világra. A budapesti Mintarajziskolában (ma: Magyar Képzőművészeti Egyetem) Hegedűs László és Zemplényi Tivadar osztályán tanult, azután Bécsben, Münchenben, Berlinben és Párizsban képezte magát. Kezdetben dekoratív képeket, bélyegeket és plakátokat készített, reklámplakátjaival két ízben is (1908, 1910) második díjat nyert pályázatokon. Az Országos Magyar Képzőművészeti Társulat tagja lett, a szervezet kiállításain 1905-től az első világháborúig évente részt vett. Reklámplakátjai már az első világháború előtt ismertek voltak, Budapest utcáinak hirdetőoszlopain, vasúti várótermekben, fürdőkben voltak láthatók. 1918. december 3-án Budapesten, az Erzsébetvárosban házasságot kötött a nála tíz évvel fiatalabb Kapotsffy Irén magántanítónővel. 1918-tól önálló grafikai intézete volt Budapesten, 1919-ben a Magyarországi Tanácsköztársaság részére is készített plakátokat, nem kizárt, hogy a retorzióktól félve döntött úgy 1921-ben, hogy Temesvárra költözik. A Művészeti Lexikon szerint a temesvári Helikon művészeti vezetője lett ekkor, ám az erdélyi helikoni közösség azonban csak 1926-ban alakult, így valószínűleg néhány évig mással foglalkozhatott, mielőtt a közösségnek kezdett dolgozni. 1923-ban zsánerképeiből kiállítást rendeztek Temesváron. Bár Erdélyben élt, továbbra is tervezett Budapesten megjelenő plakátokat. Átköltözött Nagyváradra, ahol 1927-ben Zsigmond Béla (?–1945) festőművésszel közösen festészeti iskolát nyitottak. 1929-ben - Romániát képviselve - részt vett a müncheni Das internationale Plakat című kiállításon. 1931-ben Iványi Jenő és Mottl Román Pál társaként egy újabb festészeti szabadiskolát nyitottak. A nagyváradi újságíróklubban miniatűrjeiből egyéni kiállítása nyílt 1936-ban. Időközben 1935-ben Bukarestbe költözött, de a világháború kitörését követően hazatért Magyarországra. Minden bizonnyal zsidó származása is közrejátszhatott abban, hogy már nem foglalkoztatták, nincsenek is információink utolsó éveiről. 1948-ban hunyt el ismeretlen időpontban és körülmények között.
Művészetét - elsősorban plakátművészetét - csak évtizedekkel halála után fedezték fel ismét: 1976-77-ben Párizsban a L´art 1900 en Hongrie kiállításon volt látható plakátja, Magyarországon 2016-ban a Savaria Múzeum, 2018-ban a Magyar Nemzeti Múzeum időszaki kiállításán szerepeltették művét.